# Ana Crysna da Silva Romero
Ana Crysna da Silva Romero (sinh ngày 4 tháng 5 năm 1988) là một vận động viên bơi lội người Angola, chuyên về các sự kiện tự do chạy nước rút. Cô đại diện cho quốc gia của mình Angola tại Olympic mùa hè 2008, đặt mình trong số 70 người bơi lội hàng đầu trong tự do 50 m.
Romero được FINA mời tham gia thi đấu bơi lội 20 tuổi cho đội tuyển Angolan ở nội dung 50 m tự do nữ tại Thế vận hội Mùa hè 2008 ở Bắc Kinh. Bơi trong năm nhiệt, cô ấy đã ném xuống một kỷ lục quốc gia của người Anh và thời gian tốt nhất là 29,06 giây để làm tròn lĩnh vực ở vị trí cuối cùng. Romero, tuy nhiên, đã không thể tiến vào vòng bán kết, khi cô đã đặt sáu mươi lăm tổng thể trong số chín mươi hai người bơi trong các màn dạo đầu.